# Đấu giá Hà Lan
Đấu giá Hà Lan hay đấu giá giảm dần là một hình thức đấu giá mà trong cuộc đấu giá này, một món hàng được chào bán với một mức giá rất cao. Giá ban đầu được đưa ra thường cao hơn rất nhiều so với giá trị món hàng và chẳng có người bán nào hy vọng bán được món hàng với giá cao như vậy. Giá được giảm xuống từ từ cho đến khi một trong những người tham gia đấu giá quyết định chấp nhận mức giá hiện tại để đưa ra quyết định trả mức giá đó và trở thành người thắng cuộc.
Ví dụ: Một công ty tiến hành bán một chiếc xe công đã qua sử dụng theo hình thức đấu giá Hà Lan, giá ban đầu được ra là 15.000 USD, những người tham gia đấu giá sẽ đợi đến khi giá giảm dần xuống tới 14.000 USD, 13.000 USD..... 9.000 USD. Khi mà sự ra giá đạt tới mức 9.000 USD mà có một người tham gia đấu giá nào đó quyết định mua và ông ta là người đầu tiên làm thế thì ông ta thắng cuộc.
Đấu giá Hà Lan có thể được biết đến trên thế giới với các tên như: Đấu giá giảm dần, Đấu giá tulip Hà Lan (do đấu giá Hà Lan thường được sử dụng để bán các loại hoa ở Hà Lan, đặc biệt là hoa tulip), đấu giá tulip.
Hình thức này thường được sử dụng phổ biến để bán cá, cũng như các loại mặt hàng nhanh hỏng khác. Đấu giá giảm dần đã và đang tiếp tục được xem như một hiện tượng đặc trưng của Hà Lan và hình thức đấu giá này đã được người Hà Lan giới thiệu rộng rãi. Ở Amsterdam, vào giữa thế kỷ 17, loại hình đấu giá này mới được sử dụng để bán các hàng hóa như: tàu, gỗ, cá.

## Lịch sử
Ở Hà Lan, đấu giá có một truyền thống lâu đời. Bắt đầu từ thế kỷ 15, quyền của nhà cầm quyền địa phương hay của các lãnh chúa như quyền đánh bắt cá, đã được phân chia theo hình thức đấu giá. Phiên đấu giá hàng hóa đầu tiên được tổ chức dành cho các loại hàng hóa nhanh hỏng, có thời gian tồn tại ngắn, cần được lưu thông ngay, tuy nhiên giá của chúng rất khó được thiết lập.
Từ giữa thế kỷ 15, hầu hết các cuộc đấu giá được thực hiện tại các chợ cá. Các tác phẩm nghệ thuật hoặc các hàng hóa cao cấp chỉ bắt đầu được bán đấu giá từ thế kỷ 17. Trong xã hội Hà Lan, đấu giá đã trở nên rất phổ biến. Gần như tất cả mọi thứ đều được bán theo phương thức đấu giá: cá voi được bắt từ biển, lâu đài, biệt thự, các thiết bị, máy móc, các bộ phận của một con tàu, chiến lợi phẩm từ chiến tranh, các trang trại của các ông chủ trang trại bị vỡ nợ, các vật bị cầm cố quá hạn, củ hoa tulip, hay các vật liệu có nguồn gốc từ động vật, đến các loại hàng hóa cao cấp như các sáng tác văn chương hay các tác phẩm hội họa.
Chỉ cần xem qua một tờ báo địa phương của Hà Lan, mỗi ngày có nhiều rất nhiều thành phố ngoài bốn thành phố lớn của Hà Lan là Amsterdam, Den Haag, Leyden và Rotterdam tổ chức vài cuộc đấu giá. Vào năm 1720, xuất khẩu của Hà Lan tăng lên 10%, trong đó đấu giá chiếm một tỷ lệ rất lớn. Về cơ bản, các mặt hàng như cá, rượu, đường, gỗ, đã tăng lên rõ rệt. Nguyên nhân chính của việc đấu giá trở nên phổ biến chính là lý thuyết của Ricard đã được công nhận vào đầu thế kỷ 18.
Khi bắt đầu, các cuộc đấu giá có thủ tục rất phức tạp. Thông thường khi nhắc tới một cuộc đấu giá, người ta thường nghĩ ngay tới một lượng những người tham gia đấu giá cạnh tranh nhau và tăng giá tới mức khi một người thắng và kết thúc với việc trả giá cao nhất cho món hàng được đem ra đấu giá. Hình thức này còn được gọi là đấu giá tăng dần hay đấu giá kiểu Anh. Đấu giá tăng dần là một hình thức đấu giá dường như phổ biến nhất hiện nay.

## Quy trình một cuộc đấu giá Hà Lan
Đấu giá Hà Lan thường được tổ chức bởi các nhà tổ chức đấu giá lớn và có nhiều kinh nghiệm. Thông thường cuộc đấu giá thường được thông báo cho những người tham gia đấu giá. Họ sẽ tiến hành trưng bày các hàng hóa được đấu giá để những người tham gia đấu giá có cơ hội xem xét các hàng hóa mà họ sẽ mua. Trước mỗi cuộc đấu giá, người tổ chức sẽ công bố số lượng gói hàng đem bán, giá trị bán lẻ, giá cược thế chấp, độ giảm giá cược, và thời gian đóng cửa đấu giá.
Bằng việc đặt cược giá, bạn đồng ý rằng bạn có thể và dự định mua. Đầu tiên, hàng hóa được chia nhỏ thành các gói hàng hóa. Ví dụ: những người tổ chức bán đấu giá muốn bán 5 thùng hoa tulip với một mức giá X, và người mua đầu tiên chỉ muốn mua 3 thùng.
Trong cuộc đấu giá này, giá mở đầu thường được đưa ra rất cao. Mức giá này thường không có người nào mua nổi. Tiếp theo mức giá này được giảm dần với một mức định trước. Mức định trước này có thể hiểu là một mức giảm định trước, một mức thời gian định trước, tùy theo những cuộc đấu giá khác nhau mà các mức quy định này khác nhau. Những người tổ chức bán đấu giá đưa ra giá và chờ người nào đó đồng ý. Nếu không có ai đồng ý thì anh ta sẽ giảm giá theo mức đã định và hỏi lại những người tham gia bán đấu giá. Mức giá cứ giảm dần cho đến khi một người tham gia đấu giá xác nhận sản phẩm là của ông ta bằng cách kêu lên "của tôi", hoặc ấn một cái nút để dừng một cái đồng hồ tự động đang chạy. Nếu người tham gia bán đấu giá là người đầu tiên ra quyết định thì anh ta là người thắng cuộc. Người mua phải trả mức giá mà anh ta quyết định với một lượng hàng xác định.
Cuộc đấu giá sẽ tiếp tục nếu vẫn còn hàng hóa cùng loại. Những người tham gia bán đấu giá còn lại tiếp tục tham gia đấu giá. Kết quả của quá trình đấu giá này, hàng hóa sẽ được bán với các mức giá khác nhau cho những người tham gia đấu giá khác nhau với số lượng khác nhau, mà người đầu tiên quyết định giá sẽ là người trả giá cao nhất và người thắng cuộc cuối cùng là người trả giá thấp nhất. Ví dụ: Công ty trên không phải bán 1 ôtô mà là 3 chiếc ôtô đã dùng. Người tham gia đấu giá A là người quyết định mua đầu tiên với mức giá là 9.000 USD, tuy nhiên anh ta chỉ mua một chiếc ôtô, điều đó có nghĩa là phiên đấu giá chưa kết thúc. Người tham gia đấu giá B có thể chờ mức giá giảm xuống 8.000 USD thì ông ta mới ra quyết định. Lúc này còn một chiếc xe và một người tham gia đấu giá C nào đó có thể chờ giá giảm xuống 7.000 USD và ra quyết định. Như vậy, người tham gia đấu giá A đã mua chiếc xe với giá là 9.000 USD là giá cao nhất và người tham gia đấu giá C mua chiếc xe với giá thấp nhất là 7.000 USD. Lưu ý là những chiếc xe này tương tự nhau.
Thời gian diễn ra cuộc đấu giá rất ngắn, mọi người tham gia cuộc đấu giá thường im lặng để chờ đến mức giá mà họ có thể quyết định mua. Điều này hoàn toàn ngược lại với không khí cạnh tranh sôi nổi của đấu giá tăng dần.
Khi hàng hóa đã được đem ra đấu giá và được mua hết thì cuộc đấu giá kết thúc.

## Đặc điểm
1. Hàng hóa được bán theo hình thức này thường là các hàng hóa giống nhau, có số lượng lớn hoặc hàng hóa mau hỏng.
2. Đấu giá Hà Lan có điểm đặc biệt là có nhiều hơn một gói hàng được đem ra bán, và có thể có nhiều người chiến thắng.

## Ưu điểm
Nhiều người nghĩ rằng theo quy trình của đấu giá Hà Lan người bán có thể bị lỗ tiền, nhưng sự thực thì họ thường được nhiều tiền hơn kiểu đấu giá leo thang truyền thống. Với một cuộc đấu giá tăng dần, những người tham gia đấu giá dần dần tăng giá nhưng hiếm khi họ đạt đến mức giá trị thực của hàng hóa. Họ không có lý do để phải hành động thật nhanh vì họ biết chính xác khi nào thì cuộc đấu giá kết thúc và họ thường đợi đến phút cuối và chỉ tăng giá một chút. Tuy nhiên trong đấu giá Hà Lan, những người tham gia đấu giá sẽ hành động thật nhanh vì họ không biết khi nào thì cuốc đấu giá kết thúc. Vì vậy dù giá đang giảm thay vì tăng giá, những người tham gia đấu giá sẽ kết thúc việc trả giá với giá thậm chí cao hơn giá trị món hàng.
Tính cạnh tranh trong đấu giá Hà Lan là cạnh tranh ngầm giữa những người tham gia đấu giá muốn sở hữu món hàng diễn ra rất mạnh mẽ. Mức giá càng giảm thì những người tham gia đấu giá càng muốn mua và tính cạnh tranh ngày càng tăng.

## Nhược điểm
Vì tính chất đặc biệt của đấu giá Hà Lan nên các cuộc đấu giá rất khó tổ chức. Người tổ chức đấu giá phải là những người có kinh nghiệm và chuyên nghiệp thì mới điều hành được phiên đấu giá.
Số lượng người tham gia đấu giá thường bị hạn chế.

## Trường hợp sử dụng
Thông thường, đấu giá Hà Lan thường được sử dụng để bán các loại hàng hóa có giới hạn tồn tại, nghĩa là các loại hàng hóa nhanh hỏng. Bên cạnh đấu giá Hà Lan thường được sử dụng để bán hoa tại Hà Lan, còn được sử dụng để bán cá tại Anh và Israel, thị trường tín dụng ở Rumani, trao đổi ngoại thương ở Bolivia, Jamaca, Zambia…
Đấu giá Hà Lan thường được áp dụng trong trường hợp một hàng hóa không được chấp nhận khi đưa ra một mức giá cao hoặc một hàng hóa muốn được bán đi thật nhanh.
Trong giai đoạn hiện nay, đấu giá Hà Lan còn được xem là kiểu đấu giá trực tuyến và trở nên khá thịnh hành trên các trang web như e-Bay, Google…